# Serge Bégout
Ne doit pas être confondu avec Bruce Bégout.
Serge Bégout est un musicien français membre du groupe Têtes Raides : il y est co-compositeur, co arrangeur et il y joue de la guitare (acoustique et électrique), de la trompette et de la clarinette. Il a également collaboré avec d'autres artistes dont Weepers Circus.